# کوین ماجور هاوارد
کِوین ماجور هاوارد (به انگلیسی: Kevin Major Howard؛ ۲۷ ژانویهٔ ۱۹۵۶ – ۱۴ فوریهٔ ۲۰۲۵) بازیگر کانادایی بود.
از جمله فیلم‌هایی‌ که وی در آن‌ها بازی کرده‌است، می‌توان به غلاف تمام‌فلزی و جاده خانه ۶۶ اشاره کرد.